# Iglesia de los Santos Borís y Gleb
La Iglesia de Borís y Gleb (en ruso, Церковь Бориса и Глеба) es una iglesia situada en Kídeksha (Rusia), junto al río Nerl. Forma parte del lugar Patrimonio de la Humanidad de la Unesco denominado Monumentos Blancos de Vladímir y Súzdal, con el código de identificación 633-008, junto con otros siete monumentos medievales ubicados en Vladímir y sus alrededores. Pertenece a los monumentos del Anillo de Oro de Rusia.
Fue construida en 1152, por orden del príncipe Yuri Dolgoruki, «en el lugar donde había estado el campamento de san Borís». Probablemente formó parte del complejo principesco de madera, pero solo se usó por Dolgoruki durante unos pocos años antes de que marchara para convertirse en gran príncipe de Kiev en 1155. El pueblo, a 4 kilómetros al este de Súzdal, era una ciudad importante antes de ser destruida por los mongoles con lo que declinó.
La iglesia, construida en piedra caliza probablemente por arquitectos de Galitzia, es una iglesia con tres ábsides y cuatro pilastras. Es una de las iglesias más antiguas del distrito y una de las pocas iglesias construidas por Dolgoruki que aún permanecen en pie. Conserva fragmentos de frescos que se remontan al siglo XII. En la época medieval hubo un monasterio y era entonces una iglesia parroquial. El edificio ha sido significativamente alterado a lo largo de los siglos. Perdió su bóveda y cúpula originales (la cubierta actual y la pequeña cúpula datan del siglo XVII) y los ábsides se cree que son la mitad de su altura original (sus partes superiores se perdieron también junto con el tejado); se añadió un porche en el siglo XIX.
La iglesia, junto con otras estructuras construidas alrededor de ella en siglos posteriores, principalmente la iglesia de San Esteban y el campanario, aparecen en la moneda conmemorativa de plata de tres rublos acuñada por la ceca de San Petersburgo en 2002.